# Bet ha-Emek
Bet ha-Emek (hebr. בית העמק) – kibuc położony w Samorządzie Regionu Matte Aszer, w Dystrykcie Północnym, w Izraelu. Członek Ruchu Kibuców (Ha-Tenu’a ha-Kibbucit).

## Położenie
Kibuc Bet ha-Emek jest położony na wysokości 50 metrów n.p.m. na zboczach wzgórz Zachodniej Galilei. Okoliczny teren łagodnie opada w kierunku zachodnim na równinę przybrzeżną Izraela. Na południe od osady przepływa strumień Zoch, a na północy strumień Bet ha-Emek. W otoczeniu znajdują się miasta Akka i Naharijja, miejscowości Kafr Jasif, Dżudajda-Makr i Mazra’a, kibuce Szamerat, Lochame ha-Geta’ot i Ewron, moszawy Netiw ha-Szajjara, Amka i Regba, wioska komunalna Aszerat, wioska chrześcijańska Nes Ammim, oraz arabska wioska Szajch Dannun.

### Podział administracyjny
Bet ha-Emek jest położony w Samorządzie Regionu Matte Aszer, w Poddystrykcie Akka, w Dystrykcie Północnym.

## Demografia
Stałymi mieszkańcami kibucu są wyłącznie Żydzi. Tutejsza populacja jest świecka:

## Historia
W czasach krzyżowców w rejonie tym wybudowano zamek obronny nazywany Coket. Później istniała tutaj arabska wioska Kuwajkat. Przyjęta 29 listopada 1947 roku Rezolucja Zgromadzenia Ogólnego ONZ nr 181 przyznała ten obszar państwu arabskiemu. Podczas wojny domowej w Mandacie Palestyny w wiosce stacjonowały arabskie milicje, które paraliżowały żydowską komunikację w Galilei. Z tego powodu w nocy z 18 na 19 stycznia 1948 roku żydowska organizacja paramilitarna Hagana podjęła nieudaną próbę zajęcia wioski. Do kolejnego ataku doszło w nocy z 6 na 7 lutego. Podczas I wojny izraelsko-arabskiej izraelska armia przeprowadziła operację „Dekel”. Na samym jej początku, w nocy z 8 na 9 lipca 1948 roku Izraelczycy po krótkiej walce zajęli wioskę Kuwajkat. Większość mieszkańców uciekła wówczas do sąsiednich arabskich wiosek. Tych którzy pozostali wysiedlono do wioski Kafr Jasif, natomiast wszystkie domy wyburzono.
Współczesny kibuc został założony w 1949 roku przez członków młodzieżowej organizacji syjonistycznej Ha-Bonim Deror z Węgier. W 1952 roku doszło do politycznego rozłamu wewnątrz członków kibucu, w wyniku czego osadę opuściła większość z grupy założycielskiej. W kolejnych latach ich miejsce zajęli nowi emigranci z Wielkiej Brytanii, Holandii, Stanów Zjednoczonych, Ameryki Południowej i Afryki Północnej. W latach 80. XX wieku kibuc znalazł się w kryzysie gospodarczym. Obecnie jest w trakcie przekształceń prywatyzacyjnych. W 2012 roku przystąpiono do budowy nowych domów mieszkalnych, które zostaną wystawione na sprzedaż.

### Nazwa
Nazwa kibucu została zaczerpnięta od biblijnego miasta Bet-Haemek, należące do izraelskiego pokolenia Asera. Nazwa tłumaczona na język polski oznacza Dom Doliny.

## Edukacja
Kibuc utrzymuje przedszkole. Starsze dzieci są dowożone do szkoły podstawowej i średniej w kibucu Kabri.

## Kultura i sport
W kibucu znajduje się dom kultury z biblioteką. Z obiektów sportowych jest basen pływacki oraz boisko do piłki nożnej.

## Gospodarka
Gospodarka kibucu opiera się na intensywnym rolnictwie i sadownictwie. Uprawia się awokado i banany. Hoduje się drób oraz bydło mleczne. Z przedsiębiorstw jest fabryka obuwia ortopedycznego oraz zakład produkujący wyroby z jedwabiu. Część mieszkańców pracuje poza kibucem, dojeżdżając do pobliskich stref przemysłowych.

## Infrastruktura
Kibuc posiada własną przychodnię zdrowia, sklep wielobranżowy i warsztat mechaniczny.

## Transport
Z kibucu wyjeżdża się na wschód na drogę nr 70, którą jadąc na północ dojeżdża się do skrzyżowania z lokalną drogą prowadzącą na wschód do wioski Aszerat i moszawu Amka, lub dalej do wioski Szajch Dannun. Natomiast jadąc drogą nr 70 na południe dojeżdża się do miejscowości Kafr Jasif.